# Solvang
Solvang város az Amerikai Egyesült Államok Kalifornia államában, Santa Barbara megyében. Lakosainak száma 6126 fő (2020. április 1.).

## Népesség
A település népességének változása:

| 2010 | 5 245 |
| 2020 | 6 126 |